# Gaspard Béby Gnéba
Gaspard Béby Gnéba, né le 6 janvier 1963 à Tehiri Guitry en Côte d'Ivoire, est évêque catholique ivoirien. Il l'évêque du diocèse de Man depuis 2007.

## Biographie
Gaspard Béby Gnéba est naît le 6 janvier 1963 à dans le département de Guitry, dans l'archidiocèse de Gagnoa à l'ouest de la Côte d'Ivoire. Après son parcours à l'école primaire, il est entre au petit séminaire de Gagnoa, puis au séminaire de philosophie de Yopougon, et termine sa formation au grand séminaire d'Abidjan en théologie. Il est ordonné prêtre le 12 juillet 1992 pour l'archidiocèse de Gagnoa,.
À la suite de son ordination, il devient vicaire à la paroisse de la Cathédrale Sainte-Anne de Gagnoa et assure la fonction de directeur du centre catéchistique. Par la suite, il fait des études de théologie spirituelle à Rome à la Faculté pontificale de théologie Teresianum. Il y obtient un doctorat. À partir de 2004, il devient professeur de théologie spirituelle et de liturgie au grand séminaire de théologie Notre Dame de Guessihio dans l’Archidiocèse de Gagnoa.

### Épiscopat
Le 18 décembre 2007, le pape Benoît XVI le nomme évêque du diocèse de Man,. Il reçoit l'ordination épiscopale le 8 mars 2008 des mains de l'archevêque de Gagnoa, Barthélémy Djabla ; Les co-consécrateurs sont l'archevêque d'Abidjan de l'époque, Jean-Pierre Kutwa, et l'évêque émérite de Man, Joseph Téky Niangoran,.
A la mort d'Antoine Koné en 2019, Gaspard Béby Gnéba administre le diocèse d'Odienné jusqu'à la nomination d'Alain Clément Amiézi, le 24 septembre 2022,.
Pendant son épiscopat, il rencontre des difficultés avec les membres de son clergé. En janvier 2024, l'évêque appelle à la dénonciation des prêtres qui commettent des abus sexuels, ainsi que les prêtres qui commettent des délits économiques et les prêtres qui sortent « avec une femme et ont un enfant »,. En fait, cet appel représente de façon implicite une accusation envers son clergé. Plusieurs problèmes se seraient succédé dans le diocèse, notamment des désaccords avec ses prêtres sur la gestion financière du diocèse. La situation était telle que, le Saint-Siège a dû envoyé l'archevêque de Cotonou Roger Houngbédji en visite apostolique, en août 2024, pour une mission de pacification et de conciliation dans le diocèse de Man,.
Le 27 décembre 2024, face à la persistance de la crise entre l'évêque et le clergé, le pape nomme le cardinal Jean-Pierre Kutwa, archevêque émérite d'Abidjan, comme administrateur apostolique sede plana du diocèse de Man avec l'objectif de régler cette crise.